# Wahlkreis Dresden 5 (2004–2009)
Der Wahlkreis Dresden 5 (Wahlkreis 47) war ein Landtagswahlkreis in Sachsen. Er war einer von sechs Dresdner Landtagswahlkreisen und umfasste die gesamten Stadtbezirke Pieschen und Klotzsche, vom Stadtbezirk Neustadt den statistischen Stadtteil Leipziger Vorstadt sowie die statistischen Stadtteile Weixdorf und Langebrück/Schönborn. Bei der letzten Landtagswahl (im Jahr 2009) waren 73.260 Einwohner wahlberechtigt.

## Wahl 2009
| Amtliches Endergebnis der Landtagswahl am 30. August 2009 in Sachsen im Wahlkreis 047 Dresden 5 (Ergebnisse in Prozent) |

| Direktkandidat     | Partei          | Erststimmen in % | Zweitstimmen in % |
| ------------------ | --------------- | ---------------- | ----------------- |
| Christian Hartmann | CDU             | 33,3             | 36,3              |
| André Schollbach   | Die Linke       | 18,1             | 16,7              |
| Richard Kaniewski  | SPD             | 9,5              | 10,2              |
| René Despang       | NPD             | 4,2              | 4,2               |
| Thomas Schulze     | FDP             | 13,1             | 10,6              |
| Eva Jähnigen       | GRÜNE           | 18,5             | 13,7              |
| -                  | Tierschutz      | -                | 1,8               |
| -                  | PBC             | -                | 0,2               |
| Michael Gründler   | BüSo            | 1,5              | 0,4               |
| -                  | DSU             | -                | 0,1               |
| -                  | REP             | -                | 0,1               |
| -                  | Freie Sachsen   | -                | 1,0               |
| -                  | FP Deutschlands | -                | 0,0               |
| -                  | Humanwirtschaft | -                | 0,2               |
| -                  | Piraten         | -                | 4,1               |
| -                  | SVP             | -                | 0,2               |
| Norbert Koch       | FW Sachsen      | 1,7              | -                 |

## Wahl 2004
Die Landtagswahl 2004 hatte folgendes Ergebnis:
| Direktkandidat   | Partei     | Erststimmen in % | Zweitstimmen in % |
| ---------------- | ---------- | ---------------- | ----------------- |
| Andreas Grapatin | CDU        | 37,2             | 40,2              |
| Katja Kipping    | PDS        | 23,7             | 21,1              |
| René Vits        | SPD        | 9,2              | 8,6               |
| Wolfgang Daniels | GRÜNE      | 12,0             | 11,5              |
| Hartmut Krien    | NPD        | 6,4              | 6,3               |
| Jan Mücke        | FDP        | 9,5              | 6,5               |
| -                | DSU        | -                | 0,3               |
| -                | PBC        | -                | 0,5               |
| -                | GRAUE      | -                | 1,4               |
| Matthias Leitner | BüSo       | 2,0              | 1,0               |
| -                | AUFBRUCH   | -                | 0,5               |
| -                | DGG        | -                | 0,4               |
| -                | Tierschutz | -                | 1,7               |